# Ях'я ель-Мешад
Ях'я ель-Мешад (араб. يحيى المشد; 11 січня 1932, Бенха, Єгипетське королівство — ніч проти 14 червня 1980, Париж, Франція) — єгипетський фізик-ядерник, професор, керівник ядерної програми Іраку. Вбитий у Парижі за не з'ясованих до кінця обставин: згідно із загальноприйнятою версією, до вбивства був причетний «Моссад», який намагався зупинити процес будівництва ядерного реактора «Осірак» (самі ізраїльтяни категорично заперечували причетність до смерті Ель-Мешада).

## Біографія
Народився 11 січня 1932 року в єгипетському місті Бенха. Навчався у місті Танта, 1952 року закінчив кафедру електротехніки інженерного факультету Александрійського університету. 1956 року вирушив до Лондона для написання дисертації, однак у зв'язку з Суецькою кризою вирішив продовжити освіту в Москві, провів у СРСР шість років. 1963 року захистив докторську дисертацію з ядерних технологій. Перебував у Норвегії у 1963—1964 роках, 1964 року повернувся до Єгипту.
З 1964 року викладав в Александрійському університеті на інженерному факультеті, читав лекції на факультеті атомної енергетики, пізніше став професором. Автор понад 50 наукових праць. Поєднував викладацьку діяльність з роботою в національному агентстві з атомної енергетики аж до 1967 року і Шестиденної війни, у зв'язку з якою ядерна програма Єгипту була припинена у червні того ж року (після 1973 перспективи подальшого розвитку тільки гіршали). Незабаром ель-Мешад поїхав до Іраку, де очолив національну ядерну програму і стежив за виконанням угоди про співробітництво в ядерній сфері між Іраком і Францією, яка була укладена 18 листопада 1975 року.
На ель-Мешада ізраїльська розвідслужба «Моссад» вийшла через іншого іракського фізика, Бутруса ібн Халіма, який працював у дослідному центрі в Сарселі. Ізраїльтяни намагалися з його допомогою знайти спосіб зупинити будівництво або хоча б саботувати експлуатацію іракського ядерного реактора «Осірак» (реактор класу «Осіріс» французького виробництва), який, на думку Ізраїлю, міг використовувати Ірак у перспективі для створення атомної зброї. В один із днів 1980 року ель-Мешад прибув до Парижа у зв'язку з тим, що запаси урану, що постачалися французами, для потреб іракського реактора не відповідали обумовленим вимогам: французи зажадали, щоб фізик-ядерник особисто з'явився для подальших обговорень. Згідно з мемуарами агента «Моссаду» Віктора Островського, іракці намагалися отримати збагачений уран і відмовлялися від ідеї замінити уран іншим відповідним вимогам паливом. Агент «Моссаду», який таємно співпрацював з ібн Халімом, мав при собі документи на ім'я британця Джека Донована, марно намагався отримати від ібн Халіма або ель-Мешада будь-які відомості.
Ель-Мешад був одним із видатних арабських вчених-ядерників, наближених до вищого військового та політичного керівництва Іраку. Мав дружину Замубу та трьох дітей (дві дочки та син): дружина говорила, що її чоловік був готовий займатися дослідженнями в галузі ядерних технологій та ядерної зброї з такою старанністю, що при необхідності пожертвував би собою задля досягнення мети.

## Вбивство

### Обставини смерті
7 червня 1980 року ель-Мешад знову прибув до Парижа для обговорення операції з постачання урану до Іраку. Під час візиту до центру Сарселя він заявив, що Ірак завдяки розвитку атомної енергетики змінить обличчя арабського світу та перебіг світової історії, що, за словами Островського, дуже схвилювало Ізраїль. Перед візитом його дружина Замуба повідомила, що спочатку вся сім'я збиралася летіти у відпустку до Каїра, проте після телефонного дзвінка та довгих умовлянь ель-Мешад погодився знову вилетіти до Парижа, хоча виглядав він надто нервовим. Про переміщення ель-Мешада знали в паризькій резидентурі «Моссаду» аж до місця, де він зупинився на відпочинок (готель «Le Meridien», кімната 9041). Також їм було відомо, що ель-Мешад замовляв повій для зняття напруги; зокрема, за рекомендацією того ж ібн Халіма та «Джека Донована» він запрошував до себе француженку Марі-Клод Магаль (фр. Marie Claude Magale), відому під прізвиськом «Марі Експрес» (фр. Marie Express).
Ель-Мешада убили в номері паризького готелю в ніч проти 14 червня 1980 року, а його тіло виявили наступного дня. Згідно з матеріалами розслідування, ніхто не забирав ні особисті речі ель-Мешада, ні документи, ні гроші: недоторканим залишився навіть гаманець з 1400 франків готівкою, у зв'язку з чим відпала версія про вбивство з метою пограбування. У низці джерел повідомлялося, що ель-Мешаду або завдали численних ножових поранень або розмозжили голову. Слідством опрацьовувалась версія про те, що в якийсь момент, коли ель-Мешада не було в номері, туди забрався невідомий, який почав ритися в паперах постояльця, проте незабаром повернувся, і невідомому не залишалося нічого іншого, як вбити його.

### Версія про причетність «Моссаду»
Французи підозрювали, що до вбивства ель-Мешада був причетний «Моссад», але у них не було доказів. Французькі спецслужби вважали, що вбивство було скоєно з такою жорстокістю, що точно не було схоже на роботу професіонала, характерну для «Моссаду». Версію причетності «Моссаду» до вбивства ель-Мешада докладно описав його колишній співробітник Віктор Островський. Згідно з його мемуарами, увечері 13 червня 1980 року ель-Мешад викликав до себе в номер Марі-Клод Магаль, призначивши зустріч з нею о 19:30. Незадовго до цього в його номер постукав каца (оперативний офіцер) «Моссаду» Єгуда Гіль, який знав чудово арабську мову. «Моссад» сподівався безпосередньо запропонувати ель-Мешаду велику суму грошей в обмін на припинення роботи над іракською ядерною програмою, але іракець вигнав Гіля з порога і пригрозив викликати поліція. У разі відмови ізраїльтяни повинні були позбутися іракця. Магаль провела кілька годин у номері, перш ніж покинути ель-Мешаду. Коли той заснув, в номер увійшли двоє людей, скориставшись дублікатом ключів, і перерізали ель-Мешаду горло. Факт вбивства агентами «Моссаду» мав стати попередженням на адресу вчених, які працювали над іракською ядерною програмою. Островський стверджував, що усунення ель-Мешада схвалили на вищому рівні, а саме прем'єр-міністр Ізраїлю, якому шеф «Моссаду» мав повідомити ім'я ель-Мешада і викласти підстави для його ліквідації.
1 липня 1980 Марі-Клод Магаль, яка останньою відвідувала ель-Мешада перед його загибеллю, дала свідчення французькому Управлінню територіального спостереження (DST). Вона розповіла все, що знала про свого клієнта і події того дня, а також додала, що чула якісь голоси з його номера, але при цьому не чула ні звуків боротьби, ні криків. На думку Островського, факт того, що Марі-Клод доповіла французьким службам безпеки про те, що сталося, змусив ізраїльтян піти на вбивство Марі-Клод, щоб не дати французам вийти на слід «Моссаду». Про обставини вбивства ель-Мешада і про своє звернення до силових структур Марі-Клод розповіла ще одній повії, яка, нічого не підозрюючи, повідомила про те, що сталося людині, яка працювала на «Моссад». Вночі 12 липня 1980 року, через місяць після смерті ель-Мешада, Марі-Клод була збита на смерть автомобілем на бульварі Сент-Жермен. Тієї ночі вона підійшла до водія чорного «Мерседеса», який покликав її, щоб домовитися про можливу зустріч, але після нетривалої розмови штовхнув її під колеса іншого автомобіля. Дівчина загинула на місці, а обидві машини втекли з місця події.
Обставини смерті Марі-Клод Магаль французьке слідство офіційно не встановило, але дійшло висновку, що до смертей Магаль і ель-Мешада були причетні ті самі особи. Попри численні заяви арабських джерел про причетність «Моссаду», ізраїльська влада всіляко заперечувала причетність до вбивства ель-Мешада, хоч і підтверджувала, що з його смертю іракська ядерна програма фактично зупинилася. Реактор «Осірак» був зруйнований внаслідок нальоту ізраїльської авіації в неділю 7 червня 1981 року.